# Larrea mexicana
Larrea mexicana là một loài thực vật có hoa trong họ Zygophyllaceae. Loài này được Moric. miêu tả khoa học đầu tiên năm 1833.